# Herakles van Sint-Oedenrode
De Herakles van Sint-Oedenrode is een sieraad daterend uit de klassieke oudheid dat in 2006 werd gevonden op het voormalig burchtterrein van de Heren van Rode te Sint-Oedenrode. Het sieraad bestaat uit een ovaal geslepen halfedelsteen van ametist met daarop een afbeelding van de Romeinse halfgod Herakles welke is omringd met een gouden vatting en dubbele parelrand. 
Vermoedelijk is het sieraad door Arnold I van Rode, die als kruisvaarder in het gevolg van Godfried van Bouillon afreisde naar het Heilige Land, meegenomen naar het Sint-Oedenrode.